# Zábava (přítok Bodvy)
Zábava je potok v regionu Turňa, v západní části okresu Košice-okolí. Je to levostranný přítok Bodvy, měří 8,6 km a je tokem V. řádu. Protéká stejnojmennou dolinou.

## Pramen
Pramení ve Volovských vrších na jihojihovýchodním úbočí Bielého kameně (1 134,5 m n. m.) v lokalitě Zábava, v nadmořské výšce přibližně 850 m n. m.

## Směr toku
Od pramene teče zpočátku severojižním směrem, následně vytváří oblouk ohnutý na východ a po přijetí Hájného potoka koryto pokračuje na jih, přičemž se vícenásobně esovitě ohýbá. Dále už teče víceméně severojižním směrem.

## Geomorfologické celky
- Volovské vrchy, podsestava Kojšovská hoľa
- Košická kotlina, podsestava Medzevská pahorkatina

## Přítoky
- pravostranné: přítok ze SV svahu Baratu (857,8 m n. m.), přítok z VJV svahu Baratu, přítok z lokality Borzov na JJV svahu Klinu (718,1 m n. m.), přítok z oblasti Suchého vrchu
- levostranné: přítok zpod Rozsypané skaly (798,7 m n. m.), Hájný potok, dva přítoky z JZ svahů Lazů (771,6 m n. m.)

## Ústí
Do Bodvy se vlévá východně od osady Počkaj, mezi Jasovem a Medzevem, v nadmořské výšce cca 274 m n. m.

## Obce
- Jasov (severozápadní část katastrálního území, neprotéká intravilán)